# Bremspunkt
Bremspunkt ist ein Fachbegriff aus der Fahrzeugdynamik, der im Rennsport und in der Fahrzeugtechnik zum Einsatz kommt und dabei unterschiedliche Bedeutungen hat.

## Bremspunkt im Rennsport

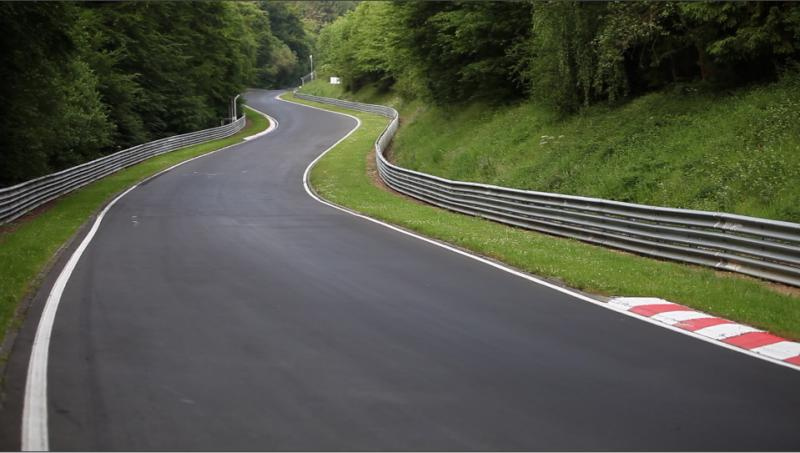
Bremspunkt vor der Senke im Streckenabschnitt „Fuchsröhre“ auf der Nordschleife.

Neben der Kenntnis über den Verlauf der Ideallinie und der technischen Fahrzeugvorbereitung ist die optimierte Lage der Bremspunkte einer der entscheidenden Schlüssel zu einer schnellen Rundenzeit. Als Bremspunkt wird eine Stelle auf einer Rennstrecke bezeichnet, an der ein Bremsvorgang eingeleitet wird. Ziel eines Rennfahrers ist, sich ohne Überbremsung der Reifen an die spätestmöglichen Bremspunkte einer Rennstrecke heranzutasten, um möglichst lange ein hohes Tempo beibehalten zu können. Diese befinden sich in der Regel vor einer Kurve oder Biegung. Die Lage des optimierten Bremspunktes wird dabei von einer Reihe von statischen und dynamischen Einflussparametern bestimmt:
- Topographie (Streckenbreite, Kurvenradius, Gefälle)
- Streckenbeschaffenheit (Witterung, Reibkoeffizient)
- Fahrzeug (Gewicht, Geschwindigkeit, Bereifung …)
- Fahrer

Zu Ermittlung des jeweils optimierten Bremspunkts sind Orientierungspunkte wie Curbs, Randsteine, Reifenstapel oder Distanzangaben auf kleinen Schildern am Streckenrand vor der Kurve (häufig in 50-Meter-Abständen rückwärtszählend) hilfreich.  Auf einer Rennstrecke gibt es allerdings nicht unbedingt genau so viele Bremspunkte wie Kurven. So genannte Doppelkurven können zwei Bremspunkte haben, Kurven mit großem Radius können zum Teil ohne vorherige Bremsung durchfahren werden.

## Bremspunkt in der Fahrzeugtechnik
Als Bremspunkt oder Druckpunkt der Bremse wird in der Fahrzeugtechnik der Druckpunkt des Bremspedals bezeichnet, also der Punkt (oder besser der Bereich) des Pedalwegs, an dem der Bremsdruck spürbar aufgebaut wird.